# Malika Haqq
Malika Haqq,,,, née le 10 mars 1983 à Los Angeles, Californie est une actrice, personnalité de télévision américaine, femme d'affaires américaine. Elle participe aussi à l’émission de téléréalité L'Incroyable Famille Kardashian, elle est l’amie de Khloé Kardashian,.

## Biographie
Malika Haqq née a Los Angeles, de parents afro-iraniens.
Elle a une sœur jumelle nommée Khadijah, ainsi qu'une paire de sœurs jumelles plus âgées (dont l'une est décédée) et un frère cadet, Jamal. En 2004, elle fait ses débuts au petit écran avec le rôle récurrent de Sanya Valdez dans la série Strong Medicine. Elle est apparue régulièrement dans la téléréalité L’Incroyable Famille Kardashian et ses spin-off Dash Dolls depuis 2008. De plus, elle est apparue dans d'autres émissions de téléréalité telles que Hollywood Divas. Début 2018, elle a participé à l'émission de téléréalité Celebrity Big Brother mais a été éliminée quelques jours après la finale. Fin 2018, elle et la célébrité de la télévision Khloé Kardashian ont annoncé qu'ils collaboraient ensemble pour créer une collection pour la marque Becca Cosmetics. Sa collection Becca BFF est arrivée sur le marché en décembre de cette année. Jusqu'en 2012, elle était connue comme l'assistante personnelle de Khloé. Elle est également ambassadrice de la marque Pretty Little Thing

## Vie privée
Pendant le tournage de la deuxième saison de L'Incroyable Famille Kardashian, elle a eu une brève relation devant les caméras avec Rob Kardashian puis avec la personnalité de la télévision Ronnie Ortiz-Magro pour un court laps de temps en 2017. De 2017 à juin 2019, elle est en couple avec O.T. Genasis. Le 27 septembre 2019, elle confirme sa grossesse et a déclaré qu'elle rendrait publique l'identité du père et le sexe de son bébé plus tard. Le 8 novembre 2019, elle annonce qu'elle attendait un garçon pour le printemps 2020. Le 14 mars 2020, son fils, Ace Flores, est né de sa relation avec son ex-petit ami O.T. Genasis.

## Filmographie

### Cinéma
- 2005 : L'École fantastique (Sky High) de Mike Mitchell : Penny
- 2006 : ATL de Chris Robinson : Star
- 2006 : L'École des dragueurs (School for Scoundrels) de Todd Phillips : Margaret (non créditée)
- 2008 : 20 Years After (en) de Jim Torres : Dilcy
- 2016 : Definitely Divorcing de Russ Parr (en) : Shay

### Télévision
- 2004 : La Vie avant tout (Strong Medicine) : Sanya Valdez (1 épisode)
- 2006 : Entourage (1 épisode)
- 2007 : Las Vegas : Mindy Hayes (1 épisode)
- 2008-2018 : L'Incroyable Famille Kardashian : elle-même (30 épisodes)
- 2010 : Somebody Help Me 2 (en) (téléfilm) de Chris Stokes : Jasmine
- 2013 : Real Husbands of Hollywood : Nona (1 épisode)
- 2015 : Dash Dolls (en) : elle-même (8 épisodes)

### Clip vidéo
- Elle tourne un clip vidéo en 2008 avec Ne-Yo, Jamie Foxx et Fabolous intitulé She Got Her Own (en)